# Исе (линеен кораб, 1916)
Исе (на японски: 伊勢, на английски: Ise) е линеен кораб на Императирския флот на Япония. Главен кораб на едноименния тип. Спуснат е на вода през 1916 г., въведен в строй през 1917 г. Кръстен е в чест на историческата провинция в южната част на остров Кюшу, префектура Миядзаки.

## История на създаването
„Исе“ е построен според програмата за 1912 г. След изпълняването на програмата „8 – 8“ линкорите „Исе“ и еднотипният му „Хюга“, както и техните предшественици, се предполага да бъдат извадени от състава на флота, но решенията на Вашингтонската конференция от 1922 г. променят тези планове. Линкорът остава в строй. От 1930 г. той преминава многобройни модернизации.
През 1943 г. „Исе“ преминава модернизация, превръщаща кораба в линкор-самолетоносач. Появата на толкова необикновен проект се обяснява с тежките загуби сред самолетоносачите, понесени от Япония в битката за Мидуей.
В съответствие с проекта кърмовата част на корпуса е удължена със 7,6 м и разширена. На мястото на бившите кърмови кули на главния калибър №5 и №6 е съоръжен хангар с дължина 60 м, в който се поместват до 10 самолета, за качването върху палубата служил един подемник. Още 10 – 12 самолета стоят направо върху самата палуба. Малката дължина на палубата не позволява на самолетите свободно да излитат и кацат на нея. За това пуска им става с помощта на два катапулта. Самолетите кацат или на нормални самолетоносачи или на брегови летища.
За ролята на палубен самолет е предназначен пикиращият бомбардировач D4Y3 „Сюсей“ („Джуди“), но поради липсата му корабът трябва да бъде комплектован с хидросамолета-бомбардировач Е16A „Дзуйюн“ (на японски: 瑞雲 Дзуйун, „Благоприятен облак“) („Пол“). Достоверно е неизвестно, дали тези самолети са носени от кораба.

## История на службата
В хода на сраженията в залива Лейте, на 25 ноември 1944 г., „Исе“ получава леки повреди от многобройни близки разриви.
От февруари 1945 г. се намира в Куре, подсигурявайки ПВО на базата.
На 13 март 1945 г., от попадения бомби на „Исе“ е разрушен самолетоподемника. Няма опити да се ремонтира линкорът-самолетоносач.
На 2 юли 1945 г. „Исе“ получава 5 попадения от бомби и ляга на грунта.
На 28 юли след 8 бомбови попадения и много на брой близки разриви „Исе“ потъва на заводския причал в Куре с крен 20 градуса по десния борд.
На 4 юли 1946 г. е изваден и до края на годината е разкомплектован в Харима.